# Mungyeong Indoor Gymnasium
Mungyeong Indoor Gymnasium – hala sportowa znajdująca się w mieście Mungyeong, w Korei Południowej. Hala może pomieścić 1 500 widzów[niewiarygodne źródło?]. Odbyły się tam zawody w zapasach w ramach Światowych Wojskowych Igrzysk Sportowych 2015.